# Ктесий
Кте́сий Кни́дский (греч. Κτησίας ο Κνίδιος) — древнегреческий врач, историк второй половины V — начала IV вв. до н. э.

## Биография
Точная дата рождения Ктесия не известна, но существует обоснованное предположение, что он родился ок. 441 года до н. э.. Будущий историк был уроженцем г. Книда — спартанской колонии в Малой Азии.
Впоследствии Ктесий в качестве пленника оказался в Персии, о чём сообщает Диодор Сицилийский. Здесь он прожил 17 лет, часть из которых провел при дворе царя из династии Ахеменидов Артаксеркса II, являясь его личным врачом. Ктесий пользовался особым доверием со стороны матери Артаксеркса — Парисатиды. Он сопровождал Артаксеркса в 401 г. до н. э. в походе против Кира Младшего (см. битва при Кунаксе) и, как упомянуто в Анабасисе, лечил копейную рану, нанесённую Артаксерксу Киром.
В 399—397 гг. до н. э. Ктесий (по его собственному утверждению — которое высмеял в «Сравнительных жизнеописаниях» Плутарх) выступал в качестве посредника в переговорах между Артаксерксом и афинским военачальником Кононом, командовавшим в тот период флотом кипрского царя Эвагора.
В 397 г. до н. э. Ктесий вернулся в родной Книд, где и написал свои исторические сочинения.

## Сочинения Ктесия
Ктесию принадлежит целый ряд сочинений (см. ниже), главным и наиболее известным из которых является так называемая «Персика» (греч. Περσικά), то есть «Книга о Персии», или «Персидская история».

### Περσικά
Произведение Ктесия, посвященное Персии, дошло до нас лишь во фрагментах, сохранившимся в записи Фотия, а также у Диодора Сицилийского.
Часть сохранившихся отрывков сочинения Ктесия переведена на русский язык И. В. Пьянковым.
Первоначально оно состояло из 23 книг и описывало историю Азии от эпохи правления Нина и Семирамиды до 397 г. до н. э. (то есть до отъезда Ктесия из Персии в Спарту). I—III книги были посвящены истории Ассирии, IV—VI — истории Мидии, остальные (с VII по XXIII) — Персии.
В сохранившихся фрагментах в основном содержатся отрывки из книг VII—XXIII, охватывающих историю Персидского царства (то есть материал, относящийся к Ассирии и Мидии, до нас практически не дошел).
Проблематичным является вопрос об источниках, использованных Ктесием при описании истории Азии. Сам Ктесий отмечает, что опирался на летописи из царского архива, а также на собственные впечатления и слова очевидцев, то есть вполне надежные источники.
Однако уже в древности появились сомнения в достоверности содержащегося в сочинении Ктесия материала. Так, ещё Плутарх отмечал, что труд Ктесия содержал множество ошибок и преднамеренных искажений фактов. В настоящее время является доказанным, что на самом деле сообщаемая Ктесием информация, вопреки его собственному утверждению, очень часто носит недостоверный, а то и просто вымышленный характер; ссылки же Ктесия на якобы использованные им царские летописи не заслуживают доверия.
Видимо, основная масса сведений о Персии была почерпнута Ктесием из сообщений его информаторов — членов царского окружения и, что особенно важно, самой Парисатиды, а также из собственных наблюдений.
Помимо устных сведений, Ктесий, несомненно, использовал и письменные источники — сочинения своих предшественников, в первую очередь Геродота и Гелланика. Ктесий полемизирует с ними и обвиняет их во лжи, что, однако, не мешает ему заимствовать их материал. Кроме того, Ктесием в качестве источников были использованы сочинения Скилака Кариандского и Гекатея Милетского. Почерпнутые в письменных источниках сведения Ктесий комбинирует с информацией, полученной им от своих информаторов.

### Другие сочинения
Кроме того, Ктесию принадлежали следующие сочинения, от которых (за исключением «Индики») не сохранилось ничего, кроме упоминаний об их существовании у более поздних авторов:
- «Индика[англ.]» (греч. ̉Ινδικά) — сочинение, посвященное Индии, и представляющее собой запись сообщений персидских информаторов Ктесия об этой стране;
- «О горах» (греч. Περὶ ὀρῶν);
- «Перипл Азии» (греч. Περίπλους Ἀσίας);
- «О дани, собираемой в Азии» (греч. Περὶ τῶν κατὰ τὴν Ἀσίαν φόρων);
- «О реках» (греч. Περί ποταμων).

## Тексты и переводы сочинений Ктесия
- Ctesiae Cnidi Operum reliquae // Fragmenta collegit, textum e codd. recognovit, prolegomenis et perpetua annotatione instruxit indicesque adiecit J. Ch. F. Baehr. Francofurti ad Moenum, 1824.
- В серии «Collection Budé»: Ctésias de Cnide. La Perse — L’Inde — Autres fragments. Texte établi, traduit et commenté par D. Lenfant. 2004. CCVII, 640 p. ISBN 978-2-251-00518-8
- Ктесий. О Персии (отрывок). Об Индии [в пересказе Фотия] // Древний Восток в античной и раннехристианской традиции. М.: Ладомир. 2007. С. 31-38.
- Nichols A. The complete fragments of Ctesias of Cnidus: translation and commentary with an introduction. Diss. Gainesville 2008; online).
- Jan P. Stronk: Ctesias' Persian History. Part I: Introduction, Text, and Translation, Wellem Verlag, Düsseldorf, 2010 (ISBN 978-3-941820-01-2).
- Ctesias' History of Persia. Tales of the Orient. Lloyd Llewellyn-Jones and James Robson. Routledge, 2010. 253 p. (Routledge Classical Translations)